# Diaspidiotus paraphyses
Diaspidiotus paraphyses är en insektsart som först beskrevs av Sadao Takagi 1956.  Diaspidiotus paraphyses ingår i släktet Diaspidiotus och familjen pansarsköldlöss. Inga underarter finns listade i Catalogue of Life.